# Паулет, Гарри, 4-й герцог Болтон
Гарри Паулет, 4-й герцог Болтон (англ. Harry Powlett, 4th Duke of Bolton; 24 июля 1691 — 9 октября 1759) — британский дворянин и политический деятель от вигов. Он был известен с 1722 до 1754 год как лорд Гарри Паулет. Он заседал в Палате общин с 1715 по 1754 год, когда занял свое место в Палате лордов.
Титулы: 4-й герцог Болтон (с 26 августа 1756), 9-й маркиз Уинчестер (с 26 августа 1756), 9-й граф Уилтшир (с 26 августа 1756), 9-й барон Сент-Джон из Бейзинга (с 26 августа 1756).

## Ранняя жизнь
Родился 24 июля 1691 года в Лондоне. Второй сын Чарльза Паулета, 2-го герцога Болтона (1661—1722), и его второй жены Фрэнсис Рамсден (1661—1696). Гарри Паулет начал свою карьеру в Королевском флоте. Он служил адъютантом графа Голуэя в Португалии в 1710 году во время завершающих этапов войны за испанское наследство.

## Политическая карьера
Гарри Паулет был избран на парламентских выборах 1715 года членом Палаты общин от Сент-Айвса в Корнуолле. Он занимал это место до парламентских выборов 1722 года. Он занимал это место, пока не стал пэром в 1754 году, с одним перерывом. На новых выборах 1734 года он был избран в Палату общин от Гэмпшира, так и от Ярмута. Петиция был подан против результата в Гэмпшире, и он заседал от Ярмута до 1737 года, когда петиция против результата в Гэмпшире была отозвана, а затем решил представлять Гэмпшир, а не Ярмут до конца парламента.
Гарри Паулет служил джентльменом в спальне Фредерика, принца Уэльского, с 1729 по 1751 год.
Гарри Паулет вошел в состав Адмиралтейского совета правительства вигов в июне 1733 года и был назначен старшим военно-морским лордом в марте 1738 года, но был вынужден уйти в отставку, когда правительство подало в отставку в марте 1742 года. Он продолжал служить лейтенантом Лондонского Тауэра с 1742 по 1754 год, а затем был приведен к присяге тайным советником в январе 1755 года.
Он унаследовал от герцогства своего старшего брата Чарльза Паулета, 3-го герцога Болтона, в 1754 году. Он умер 9 октября 1759 года и был похоронен 20 октября в Бейзинге, графство Гэмпшир. Ему наследовал его старший сын Чарльз Паулет, 5-й герцог Болтон.

## Семья

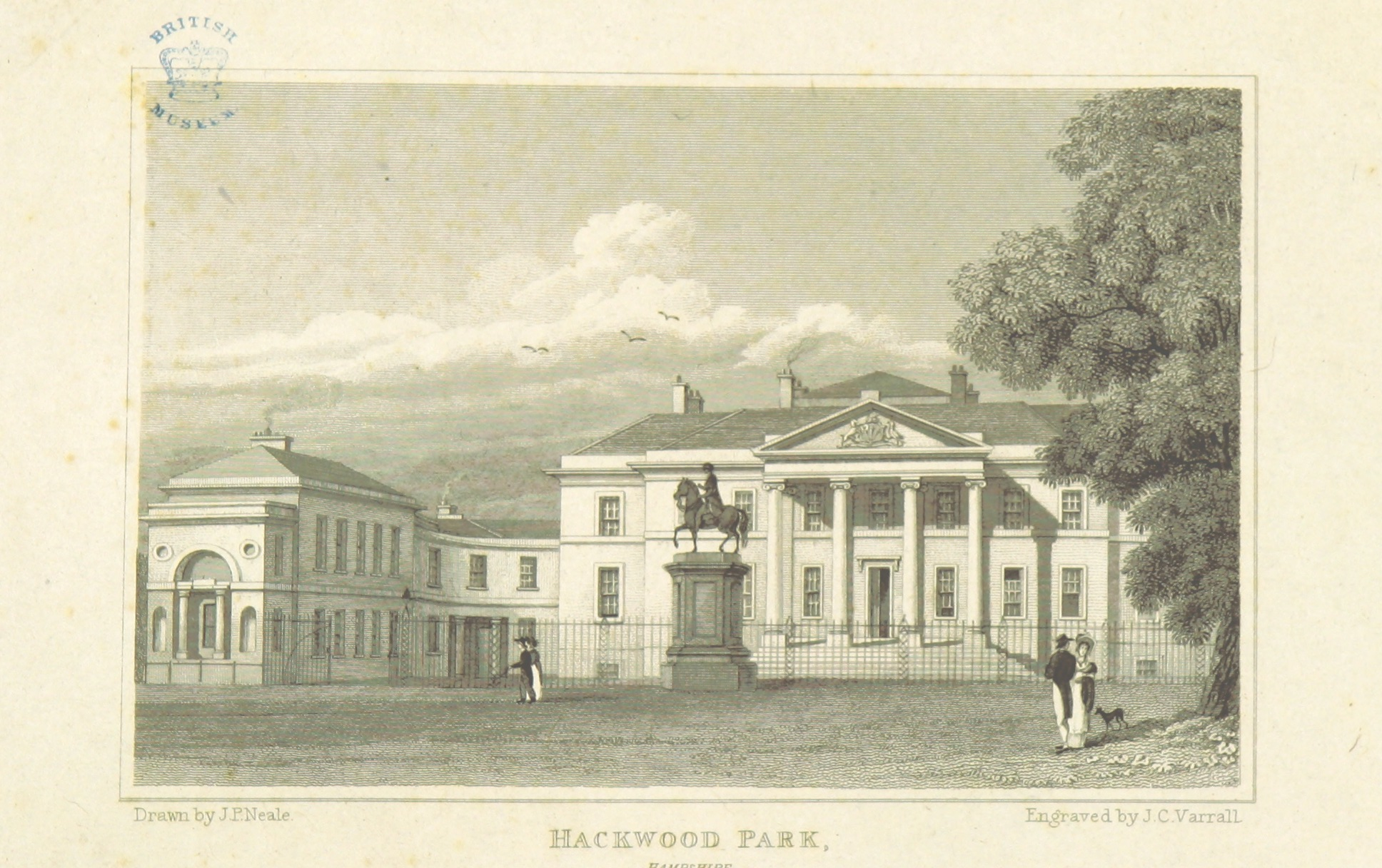
Хэквуд-парк в Гэмпшире

Гарри Паулет женился на Кэтрин Парри (ум. 25 апреля 1744), дочери Фрэнсиса Парри, от которой у него было четверо детей:
- Чарльз Паулет, 5-й герцог Болтон (ок. 1718 — 5 июля 1765)
- Гарри Паулет, 6-й герцог Болтон (6 ноября 1720 — 25 декабря 1794)
- Леди Генриетта Паулет (ум. 22 декабря 1753), вышла замуж 12 июля 1741 года за Роберта Коулбрука (1718—1784) из замка Чилхэм
- Леди Кэтрин Паулет (ум. 1775), 1-й муж — Уильям Эш, 2-й муж с 1734 года Адам Драммонд из Меггинча (1713—1786).

Владения герцога Болтона включали Хэквуд-парк в Гэмпшире, Болтон-Холл, Северный Йоркшир, Эдингтон в Уилтшире и Хук-Корт в Дорсете.